# 横瀬夜雨

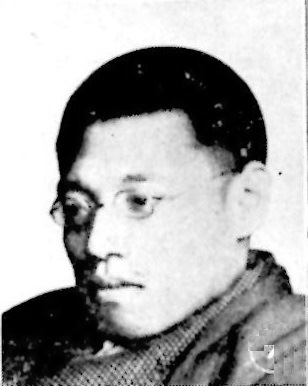
横瀬夜雨

横瀬 夜雨（よこせ やう、1878年〈明治11年〉1月1日 - 1934年〈昭和9年〉2月14日）は、日本の詩人、歌人。本名は虎寿（）。別号に利根丸、宝湖、処寿（）。

## 来歴
茨城県真壁郡横根村（現・下妻市横根）の名家に生まれる。3歳の時、くる病に冒されて歩行の自由を失い、生涯苦しんだ。1895年、『文庫』に「神も仏も」を発表し、河井酔茗らに認められる。1898年には民謡調の詩「お才」を発表し、この頃から「筑波嶺詩人」と呼ばれるようになる。1905年、詩集『花守』を刊行して詩人として有名になる一方で、この時期からくる病が悪化して歩行がほぼ困難となる。1907年には河井酔茗主宰の詩草社に参加し、1908年から『女子文壇』の選者を務めた。1913年いはらき新聞の歌欄「木星」主宰。1917年に結婚し、三女に恵まれる。昭和期には幕末・明治初期の歴史について研究した。1934年、急性肺炎により下妻の自宅で死去。56歳没。戒名は真如院文誉慈潤夜雨清居士。墓所は下妻市横根にある
死後一年経過した1935年、夜雨の詩風を慕う夜雨会の手で筑波山に詩碑が建立された。執筆者は同郷の小川芋銭。
地方の文学少女たちがその境遇への同情から夜雨の妻になると言って数名やってきたことは、水上勉『筑波根物語』に詳しい。なお、伊藤整『日本文壇史』にも同様の記述があるが、これは連載終了後、単行本化されなかった水上の著を参考にしたもの。

## 家族
夜雨には兄姉と3人の弟があり、兄の横瀬農夫也は北海道河西支庁長（のち帯広町長）、弟の孝は林学士で飛騨高山小林区署長、末弟の花兄吉は農学士で北海道庁職員。
妻の瀧子（1898年生）は、茨城県山方村の染物屋・小森亥之吉の長女で、1914年に夜雨の『死のよろこび』を読んで感激し、1916年に和歌の添削を願う手紙をきっかけに文通が始まり、面会を願ったところ夜雨から体の状態を聞き、「同情心から慰めてあげたい」の一心で結婚を決意、1917年に父親の友人の飯村丈三郎を媒酌人に結婚した。
子は瀧子との間に三女を儲けたが、長女は夜雨が亡くなる前年に急死した。

## 著書
- 夕月 旭堂書肆 1899.12
- 花守 隆文館 1905
- 花守日記 本郷書院 1906
- 二十八宿 金尾文淵堂 1907
- 夜雨集 女子文壇社 1912
- 死のよろこび 歌集 横瀬処寿 石蒜社、1915
- 花守と二十八宿 婦女界社 1921
- 明治初年の世相 新潮社 1927
- 天狗騒ぎ 改造社 1928
- 近世毒婦伝 軟派十二考 第2巻 文芸資料研究会編輯部 1928
- 横瀬夜雨詩集 改造文庫 1929
- 雪灯籠 梓書房 1929
- 太政官時代 梓書房 1929
- 太陽に近く 随筆 万里閣書房 1931
- 雪あかり 書物展望社 1934
- 史料維新の逸話 太政官時代 人物往来社 1968
- 地主発生の一考察 茨城県農業史編さん会 1975.3 (農業史資料)
- 横瀬夜雨童謡集 横瀬隆雄編 筑波書林 1995.7
- 横瀬夜雨書簡集 河井醉茗宛 横瀬隆雄編 横瀬夜雨記念会 2009.8

## 復刻
- 天狗騒ぎ 崙書房 1974 (横瀬夜雨複刻全集 歴史編)
- 明治初年の世相 崙書房 1974 (横瀬夜雨複刻全集 歴史編)
- 太政官時代 崙書房 1974 (横瀬夜雨複刻全集 歴史編)
- 二十八宿 崙書房 1974 (横瀬夜雨複刻全集)
- 夜雨集 崙書房 1974 (横瀬夜雨複刻全集)
- 花守日記 崙書房 1974 (横瀬夜雨複刻全集)
- 雪燈籠 崙書房 1974 (横瀬夜雨複刻全集)
- 雪あかり 崙書房 1974 (横瀬夜雨複刻全集)
- 太陽に近く 崙書房 1974 (横瀬夜雨複刻全集)
- 夕月 崙書房 1974 (横瀬夜雨複刻全集)
- 花守 崙書房 1974 (横瀬夜雨複刻全集)
- 死のよろこび 歌集 崙書房 1974 (横瀬夜雨複刻全集)
- 近世毒婦伝 崙書房 1974 (横瀬夜雨複刻全集 歴史編)
- 太政官時代 近代世相風俗誌集 3 クレス出版 2006.1
- 明治初年の世相 近代世相風俗誌集 2 クレス出版 2006.1
- 近世毒婦伝 精選社会風俗資料集 6 クレス出版 2006.9

## 参考図書
- 横瀬隆雄『横瀬夜雨 生涯と文学』横瀬夜雨研究会 1966
- 中村ときを『筑波嶺詩人 若き日の横瀬夜雨』崙書房 1976
- 横瀬隆雄『横瀬夜雨』崙書房 1979.2 ふるさと文庫
- 横瀬隆雄編著『横瀬夜雨の人と文学』下妻市教育委員会 1982.3
- 水上勉『筑波根物語』 河出書房新社 2006.8